# Juin 1941
Les événements concernant la Seconde Guerre mondiale sont détaillés dans l'article Juin 1941 (Seconde Guerre mondiale).

## Événements
- Stationnement de troupes japonaises dans le sud de l’Indochine française.
- Une mission américaine de 20 000 hommes dirigée par Averell Harriman se rend dans le Golfe pour mettre en place un « corridor persan » pour approvisionner l’Union soviétique en pétrole du Moyen-Orient.

- 1er juin :
  - Les Alliés achèvent leur retrait de Crète.
  - Pogrom contre les Juifs de Bagdad, 200 morts et 2000 blessés
- 2 juin :
  - France : promulgation d’un nouveau « Statut spécial pour les Juifs » qui leur interdit de nouvelles professions (banquier, courtier) et limite leur accès à l’université et aux professions libérales.
  - Jamil al-Midfai forme un nouveau gouvernement en Irak et limite l’épuration politique (fin le 10 octobre).
- 4 juin : l'Irak est envahi par le Royaume-Uni, le gouvernement pro-axe est renversé.
- 7 juin :
  - À l'instigation du général Charles de Gaulle, entrée en Syrie de troupes Britanniques et des Forces françaises libres. Très violents combats pendant plusieurs semaines contre les troupes vichystes.
  - Traité entre l'Espagne et Saint-Siège[1] : Le Vatican restaure le droit de patronage assorti d’un « serment de fidélité à l’État espagnol » prêté par les nouveaux évêques.
- 8 juin : opération Exporter. Les Britanniques, appuyés par les Forces françaises libres (Legentilhomme), entrent en Syrie et progressent rapidement malgré la résistance imprévue de l’Armée du Levant. Le gouvernement soutenu par Vichy est renversé
- 14 juin :
  - Déportations dans les pays baltes de 35 000 Lituaniens, de Polonais réfugiés en Lituanie de 35 000 Lettons, et de 10 000 Estoniens par l'URSS.
  - Quatrième phase de déportation des populations polonaises des territoires annexés par l'URSS 300 000 personnes sont déportées en Sibérie.
- 15 juin : début de l'Opération Battleaxe en Cyrénaïque
- 17 juin : échec de l'Opération Battleaxe, l’Égypte est sans défense devant Rommel.
- 18 juin : signature d'un pacte de non-agression entre la Turquie et le Troisième Reich.
- 20 juin : création de l'United States Army Air Forces (USAAF).
- 21 juin : entrée à Damas des troupes franco-britanniques.
- 22 juin : déclenchement de l’opération Barbarossa.
  - L’Allemagne envahit l’Union soviétique à l’aube. Les Roumains, alliés à l’Allemagne, envahissent la Moldavie (1941-1944). La Finlande, la Hongrie, l’Albanie et d’autres satellites de l’Axe déclarent la guerre à l’Union soviétique.
  - L'Allemagne envahit l'URSS avec 190 divisions, 5000 avions et 3500 chars.
  - Churchill et Staline signent un traité d’alliance engageant leurs deux pays à lutter ensemble jusqu’à la victoire sur le nazisme. Le Royaume-Uni et les États-Unis étendent l’aide matérielle à l’Union soviétique. Le programme d’aide américain, appelé loi prêt-bail, fourni à l’URSS 12 milliards de dollars en équipement et en nourriture.
  - Lituanie. : les Allemands envahissent et pillent le pays, et éliminent plus de 200 000 personnes.
  - La Pologne orientale, la Lettonie, l’Estonie et la Lituanie sont occupées par l’Allemagne de juin 1941 à 1945.
  - Début de l'Opération Silberfuchs
- 23 juin : la Slovaquie déclare la guerre à l'URSS.
- 23 juin - 27 juin : bataille de Rosienie ou Raseiniai[2] (23-25 juin) sur la Dubysa lors de l'opération Barbarossa
- 24 juin :
  - Winston Churchill et Roosevelt promettent à l’Union soviétique de l’aide dans la guerre contre les Allemands.
  - Les Allemands s’emparent des villes lituaniennes de Vilnius et de Kaunas.
- 26 juin : la Finlande déclare la guerre à l'URSS.
- 27 juin : en dépit du message de Molotov l’assurant des intentions non hostiles de l’Union soviétique à son égard, et à la suite du bombardement de Kassa (Košice) par des avions non identifiés, la Hongrie déclare la guerre à l’Union soviétique.
- 28 juin : l'Albanie déclare la guerre à l'URSS.
- 29 juin : Hitler fait d’Hermann Göring son unique successeur.
- 30 juin :
  - Les Allemands s’emparent de Lviv (Lwów).
  - Rupture des relations diplomatiques entre Vichy et l'URSS.
  - Canada : la loi 80 (« bill 80 ») sanctionne la promesse de Mackenzie King de ne pas avoir recours à la conscription.
  - Le maréchal Pétain arrache la Loire-Atlantique à la Bretagne[3].

## Naissances
- 2 juin : Charlie Watts, actuel musicien et batteur des Rolling Stones († 24 août 2021).
- 3 juin : Hernando de Soto, économiste péruvien.
- 5 juin : Martha Argerich, pianiste argentine.
- 7 juin : Tony Ray-Jones, photographe britannique († 13 mars 1972).
- 8 juin : George Pell, cardinal australien, archevêque de Sydney.
- 10 juin : Jérôme Martin, évêque catholique français, évêque émérite de Berbérati en République centrafricaine.
- 12 juin : Chick Corea, pianiste de jazz et jazz-rock américain († 9 février 2021).
- 13 juin : Mohamed Sheikh, homme d'affaires homme politique britannique († 22 septembre 2022).
- 15 juin : 
  - Harry Nilsson, chanteur, compositeur, acteur et scénariste américain († 15 janvier 1994).
  - Neal Adams, dessinateur américain († 28 avril 2022).
- 18 juin : 
  - Lygia Kraag-Keteldijk, femme politique surinamaise, ancien ministre du Suriname.
  - María Teresa Campos, animatrice de radio et télévision et écrivaine espagnole († 5 septembre 2023).
- 20 juin :
  - Maria Liberia-Peters femme politique, ancien Premier ministre des Antilles Néerlandaises.
  - Ulf Merbold, spationaute allemand.
- 21 juin : Joe Flaherty, acteur américain († 1er avril 2024).
- 22 juin : Rached Ghannouchi, Ancien président de l'Assemblée des représentants du peuple et président du mouvement Ennahdha.
- 25 juin : Denys Arcand, scénariste et réalisateur canadien.
- 27 juin : Krzysztof Kieślowski, cinéaste polonais.
- 28 juin : David Lloyd Johnston, gouverneur général du Canada.

## Décès
- 4 juin : mort à Doorn (Pays-Bas) de Guillaume II d'Allemagne, dernier empereur Allemand et dernier roi de Prusse de 1888 à 1918 (° 1859).
- 6 juin : Louis Chevrolet, coureur/constructeur automobile américain d'origine suisse.
- 11 juin : Alexander Cameron Rutherford, Premier ministre de l'Alberta.
- 26 juin : Harper B. Lee, matador américain (° 5 septembre 1884).
- 29 juin : Ignacy Paderewski, pianiste, compositeur et homme politique polonais (° 6 novembre 1860).